# Jerzy Demianowicz Hulewicz
Jerzy Demianowicz Hulewicz herbu Nowina (zm. przed 7 czerwca 1638 roku) – podkomorzy łucki w latach 1619–1637.
Poseł na sejm 1625 roku z województwa wołyńskiego.